# Firefox Sync
Firefox Sync, originalmente llamado Mozilla Weave, es una aplicación cliente-servidor implementado en el 2010 para las versiones oficiales de Firefox y, más adelante, en otros productos basados en Mozilla. La aplicación permite a los usuarios sincronizar sus marcadores, historial de navegación, preferencias, contraseñas, las últimas 25 pestañas abiertas y datos de formularios a través de múltiples computadoras.
Por defecto, el usuario puede usar los servidores de Mozilla para almacenar sus datos, optar por un servidor personal (que requiere de una implementación gratuita y de código abierto) u otro servicio que haya implementado las API de Firefox Sync. Todo la información es cifrada y actualizada periódicamente.

## Historia

### Desarrollo
Firefox Weave fue inicialmente una extensión de Mozilla Labs para Firefox 3.x y SeaMonkey 2.0. Gradualmente, se añadió la posibilidad de sicronizar los marcadores, contraseñas y pestañas abiertas en la versión definitiva 1.0.
Mediante un código generado aleatoriamente al que sólo tiene acceso el usuario de forma local, los datos son cifrados antes de ser enviados, de tal forma que ni Mozilla ni terceros pueden leer dicha información por simple imposibilidad técnica.

### Incorporación
La integración y cambio de nombre sucedió en el lanzamiento de la versión para móviles, y la versión SeaMonkey 2.1.

### Actualización
Una nueva versión de Sync fue lanzada en el marzo de 2014. Las características son la simplificación del funcionamiento a una clave de autentificación, administrador de cuentas, interfaz integrada, y parches de seguridad. Para acceder al servicio sólo requiere una cuenta de usuario y una contraseña, de manera similar a lo realizado meses antes con Google Chrome.